# Zessau
Zessau ist ein Ortsteil der Gemeinde Trabitz im Landkreis Neustadt an der Waldnaab in der Oberpfalz in Bayern.

## Lage und Verkehrsanbindung
Das Kirchdorf liegt ca. 2 km ostsüdöstlich des Kernortes Trabitz an der Kreisstraße NEW 5 sowie an der Staatsstraße St 2665, die südlich des Ortes bei Gänsmühle in die B 299 mündet.

## Bauwerke

### Kirche Herz-Jesu
Die Kirche in Zessau ist eine Filialkirche der Pfarrei Burkhardsreuth. Sie besteht aus einem Kirchenschiff mit einem Zwiebelturm. Baubeginn war 1922. Die Kirche wurde 1924 dem Herz-Jesu geweiht.

### Ehemaliges Schulhaus
Von 1807 an wurden in Zessau Schüler unterrichtet. Zunächst gab es lediglich eine Winterschule, die im Hirtenaus untergebracht war. 1854 konnte ins dafür erbaute Schulhaus umgezogen werden. Hier wurde bis 1937 unterrichtet. Anschließend fand der Umzung ins neue Schulhaus statt. Dieses bestand aus dem Lehrerwohnhaus und dem Gebäudeteil mit den Unterrichtsräumlichkeiten. Das Gebäude befindet sich mittlerweile in Privatbesitz.

### Gemeinschaftshaus
Das Gemeinschaftshaus Zessau wurde in den 2010er Jahren von der Gemeinde Trabitz, der Schützengesellschaft Eichenlaub Zessau e.V. und der Freiwilligen Feuerwehr Zessau-Weihersberg im Rahmen der Dorferneuerung gebaut. Der freiwerdende Platz des alten Schützenheimes und des Feuerwehrhauses stand für die Dorfplatzneugestaltung zur Verfügung. An dessen Platz ist jetzt u. a. der Spielplatz.

### Sperlkreuz
Das Sperlkreuz ist ein Betonkreuz, das am nordöstlichen Ortsausgang (Richtung Hessenreuth) steht. Namensgeber ist Pfarrer Sperl, der das Kreuz gestiftet hat. Vom nahegelegenen Aussichtspunkt kann man bei guter Wetterlage bis nach Kohlberg blicken.

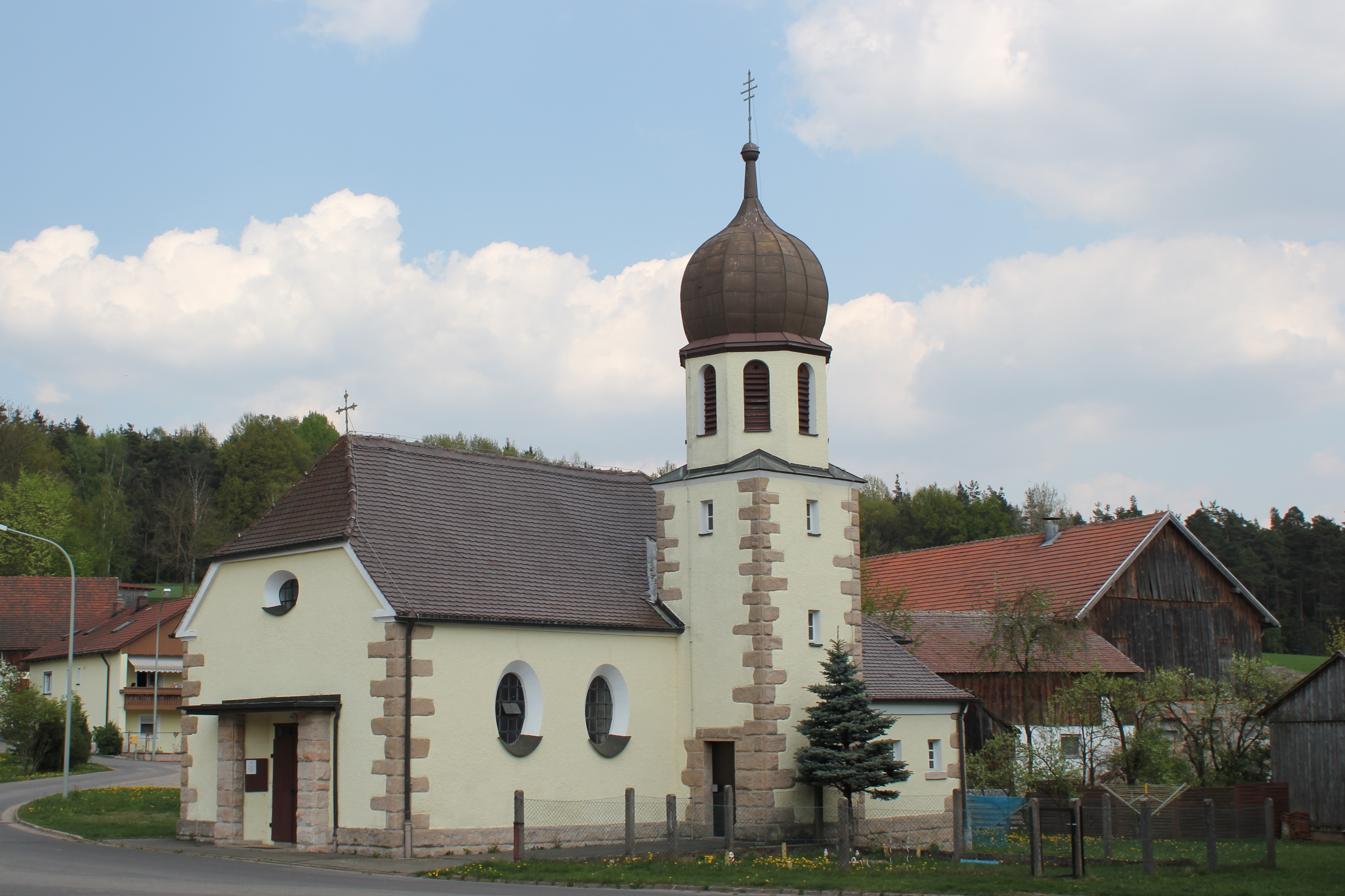
Kirche Herz-Jesu
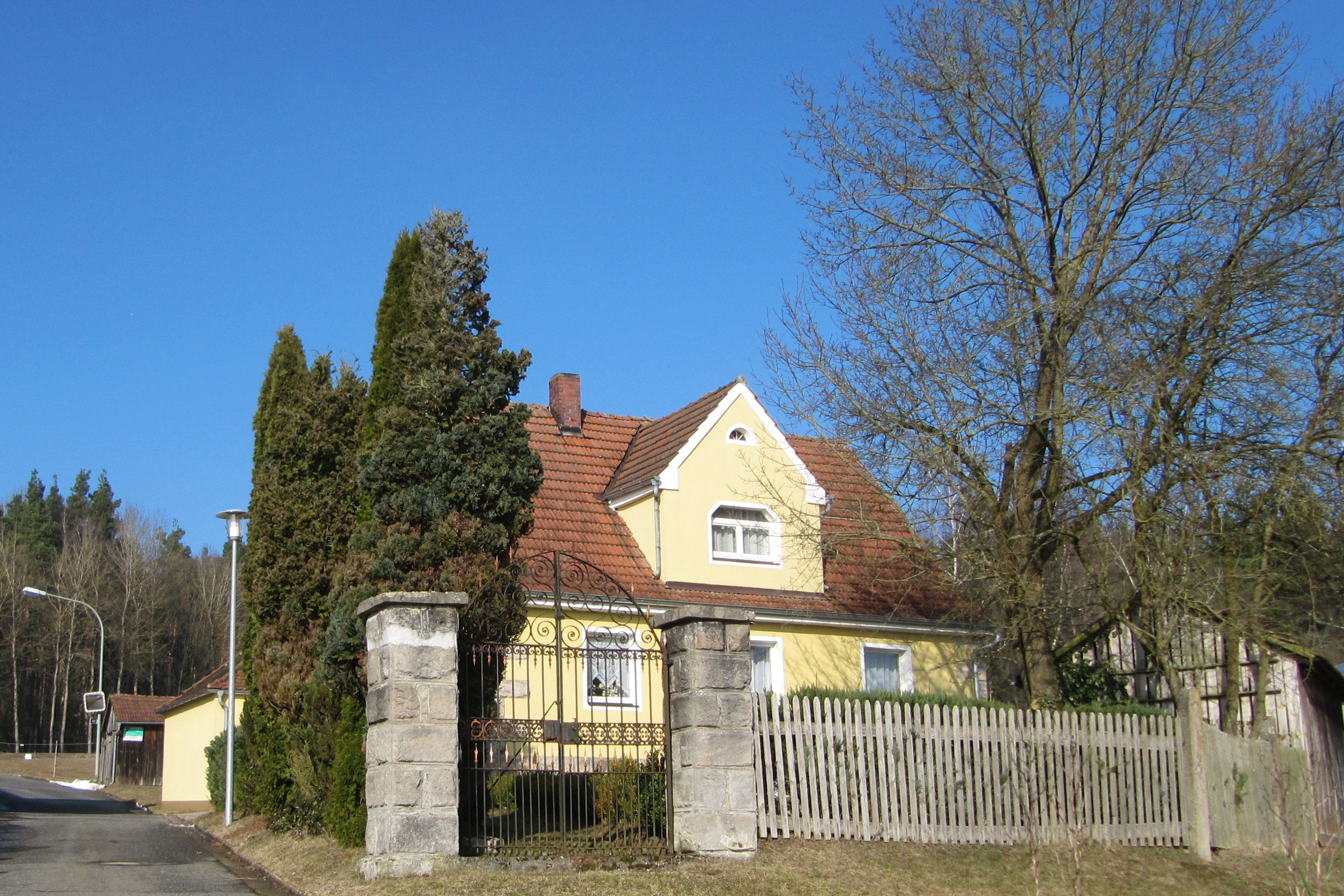
Ehemaliges Schulhaus
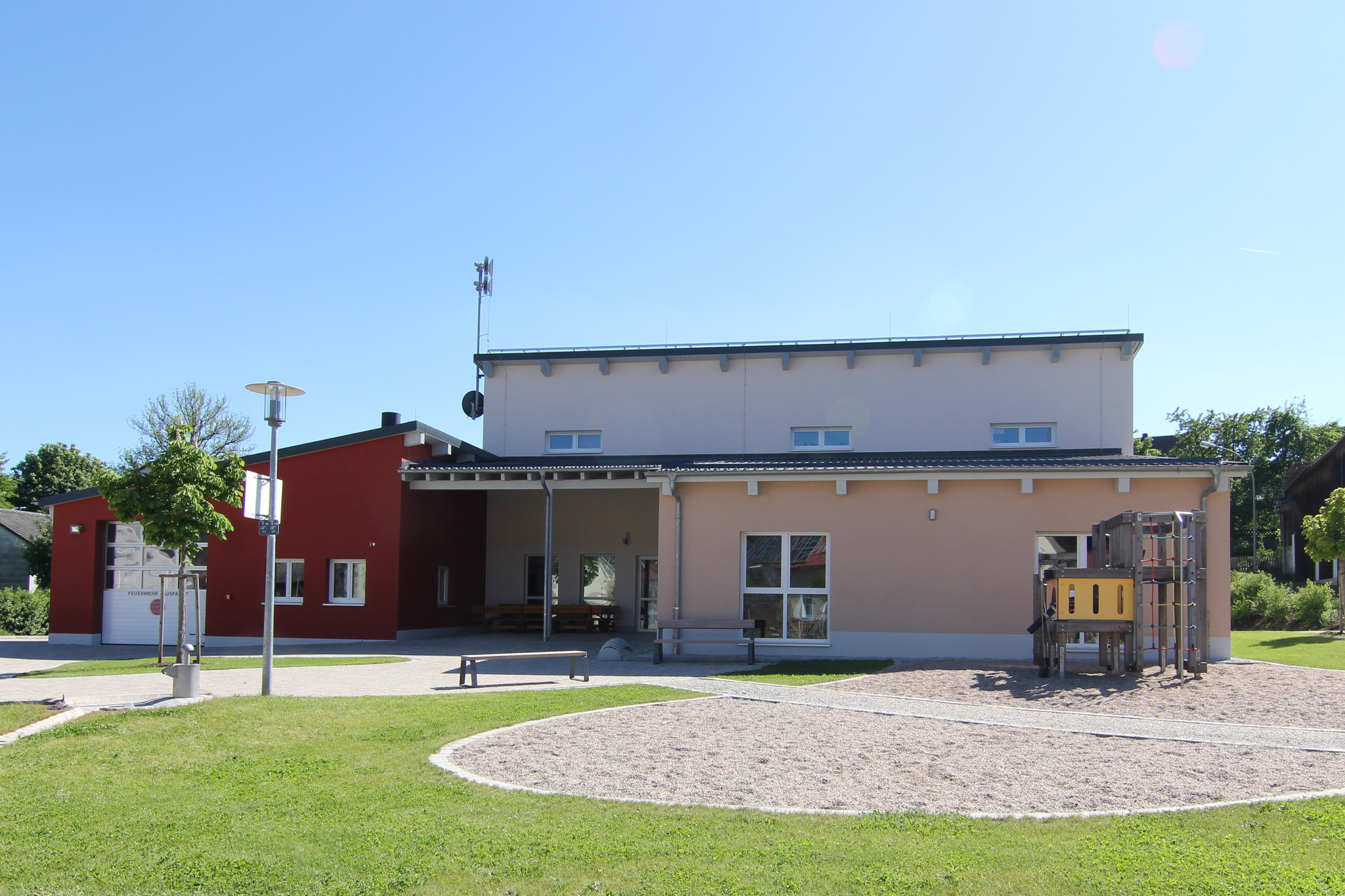
Gemeinschaftshaus Zessau
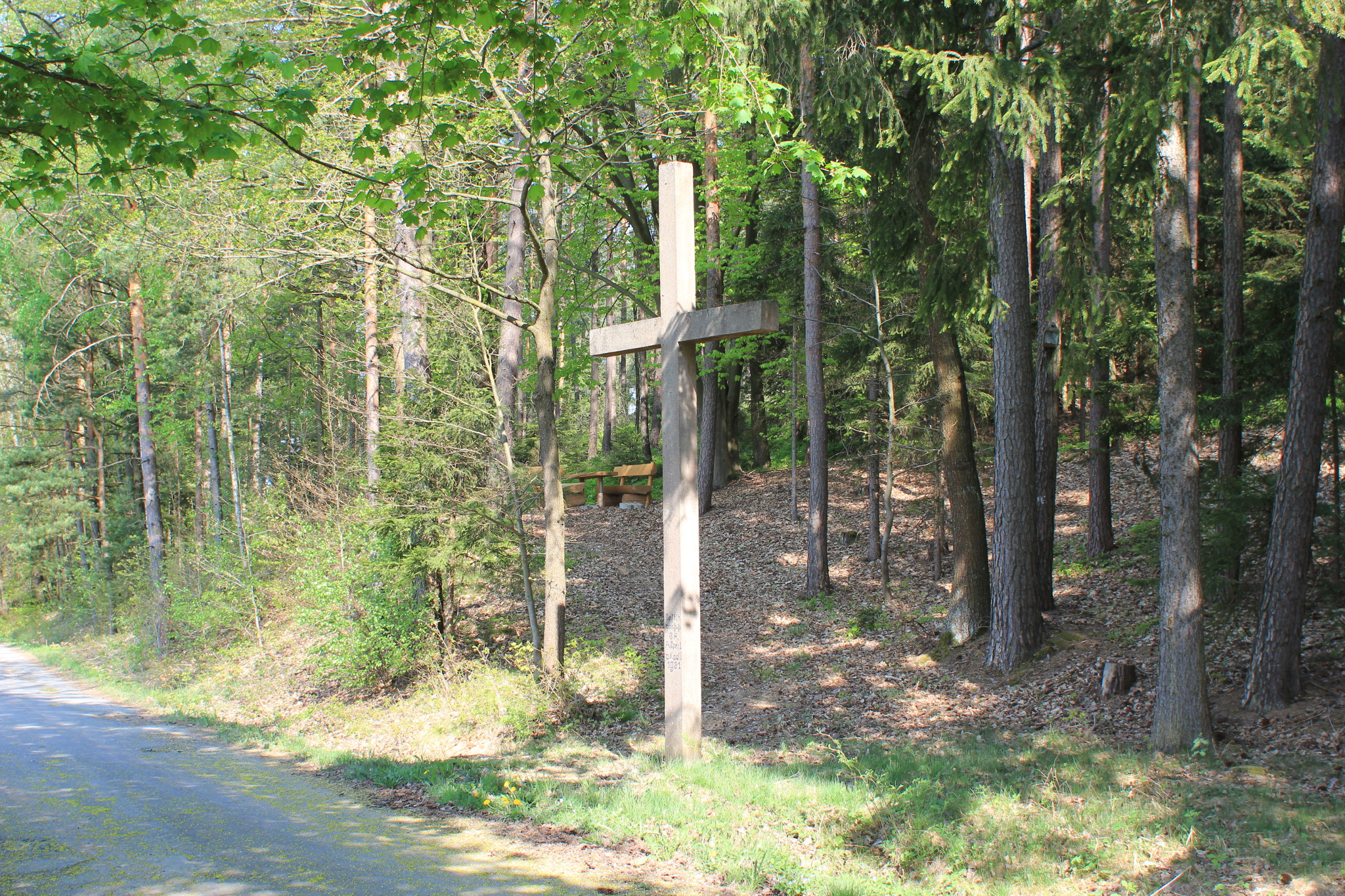
Sperlkreuz

## Vereinsleben
- Freiwillige Feuerwehr[5]
- Schützenverein[6]
- Bulldogfreunde[7]